# Воронков, Иван Михайлович
Иван Михайлович Воронков (1894 г. — 1980 г., Москва) — русский и советский учёный-механик, педагог. Заслуженный деятель науки и техники РСФСР, доктор технических наук, профессор (1930 г.). Один из основателей и заведующий кафедры теоретической и прикладной механики Московского горного института (сейчас - Горный институт НИТУ "МИСиС"). Автор знаменитого учебника "Курс теоретической механики", по которому училось несколько поколений инженеров в Советском Союзе и социалистических странах.

## Биография
Иван Михайлович Воронков родился в 1894 году. Окончил математическое отделение физико-математического факультета Московского Университета. На старших курсах И.М. Воронков под руководством профессора Н.Е. Жуковского специализировался в области теоретической механики. Сразу после окончания начал начал работу в Московской горной академии в качестве преподавателя, а затем доцента по курсу «Теоретическая механика». Большое влияние на становление Воронкова И.М. как учёного и преподавателя оказал С.А. Чаплыгин, ассистентом и сотрудником которого И.М. Воронков являлся с 1920 года.
В апреле 1930 года И.М. Воронков был назначен на должность профессора, заведующего кафедрой теоретической механики МГА, затем МГИ, в этой должности оставался при всех реорганизациях института. Также до конца 40-х годов преподавал на кафедре теоретической механики Московского нефтяного института.
Заслуженный деятель науки и техники РСФСР, имеет государственные награды.
13 сентября 1974 года Указом Президиума Верховного Совета СССР заведующий кафедрой Московского горного института, доктор технических наук, профессор Воронков Иван Михайлович награжден Орденом Ленина за большие заслуги в подготовке высококвалифицированных специалистов, многолетнюю плодотворную научно-педагогическую деятельность и в связи с 80-летием со дня рождения.
Скончался И.М. Воронков в 1980 году, похоронен в Москве на Ваганьковском кладбище.

## Научная и педагогическая деятельность
Научные работы И.М. Воронкова посвящены главным образом аналитической механике и некоторым задачам горной техники. Кроме того, он является автором учебника "Курс теоретической механики", по которому учились многие поколения русских и зарубежных инженеров и учёных. Только на русском языке в 1966 году вышло 13-е издание учебника.
Профессор И.М. Воронков был талантливым методистом и педагогом. Бывшие студенты характеризуют его лекции как "образец четкости, методической обоснованности, яркости изложения", "вершину научно-методического и лекторского мастерства".

## Хобби, увлечения
И.М. Воронков был большим знатоком литературы, искусства театра, живописи, писал стихи. Вот как его описывают ветераны института: "С удовлетворением отзывались коллеги об одном из вечеров, почти регулярно проводимых на квартире М.К. Гребенчи, которая находилась на втором этаже флигеля во дворе МГИ. Участниками вечера-встречи были колоритные фигуры... Иван Михайлович Воронков - профессор, зав. кафедрой теоретической механики. Высокий, худощавый. Задумчивый взгляд, медлительная, чуть окающая речь. Его хобби - поэзия. Он восторженно, высокопарно читал свои произведения, выразительные, звучные, сильные ямбом силлабо-тонические стихи (в стиле под Ломоносова), в которых выражал патриотическую любовь к своему Отечеству, окружающему миру, товарищам".
Был очень религиозным человеком и никогда этого не скрывал всё советское время. Вот что рассказывали его ученики: "Профессор теоретической механики, доктор технических и педагогических наук Иван Михайлович Воронков, о котором ходили слухи будто он граф и очень религиозный человек. Говорили, что Воронков пожертвовал крупную сумму денег на ремонт церкви, расположенной на Малой Калужской площади, неподалеку от нашего института... Доцент МГГУ, бывавший дома у Ивана Михайловича на Якиманке, рассказывал, что профессор собирал старинные иконы, в одной его маленькой комнатке все стены были увешаны ликами святых - настоящий иконостас. В этой комнатке всегда мерцали лампады, здесь профессор в уединении свершал молитвы".